# Berberis haoi
Berberis haoi (лат.) — вид двудольных растений рода Барбарис (Berberis) семейства Барбарисовые (Berberidaceae). Впервые описан ботаником Ин Цзуньшенем в 1999 году.
В некоторых источниках таксон считается синонимом Berberis vernae C.K.Schneid..

## Распространение и среда обитания
Эндемик Китая, известный из провинции Ганьсу.
Произрастает по берегам рек.

## Ботаническое описание
Кустарник высотой около 1 м. Ветви голые, пурпурно-коричневого оттенка, покрыты бледно-жёлтыми колючками длиной 1—1,5 см.
Листья бледно-зелёные, узко-обратнояйцевидные или узкоэллиптические, голые, заметно жилистые.
Соцветие кистевидное, имеет по 6—10 цветков.
Плод — ягода продолговато-эллиптической формы, имеет по два семени. Плодоносит в июне.